# Живко Брайковски
Живко Брайковски (на македонска литературна норма: Живко Брајковски) е югославски партизанин и деец на комунистическата съпротива във Вардарска Македония.

## Биография
Роден е в гостиварското село Беличица на 5 септември 1917 година. Става член на ЮКП през 1942 година. Влиза през 1943 година в Мавровско-Гостиварският народоосвободителен партизански отряд „Кораб“. През септември става секретар на Околийския комитет на МКП за Мавровско. Делегат е на Първото заседание на АСНОМ. Инструктор на ЦК на МКП, секретар на Областния комитет на МКП за Скопие, а от 1948 година е член на ЦК на МКП. Носител е на Партизански възпоменателен медал 1941 година.